# خولان (المحويت)
خولان هي إحدى قرى الجمهورية اليمنية. تتبع جغرافيا لمحافظة المحويت و إداريًا لمديرية الطويلة. يبلغ تعداد سكانها 1615 نسمة حسب الإحصاء الذي أجري عام 2004.